# Bobilla bigelowi
Bobilla bigelowi is een rechtvleugelig insect uit de familie krekels (Gryllidae). De wetenschappelijke naam van deze soort is voor het eerst geldig gepubliceerd in 1972 door Swan.